# 沃洛达尔斯基镇
沃洛达尔斯基镇（俄语：Посёлок Володарский）是俄罗斯联邦阿斯特拉罕州沃洛达尔斯基区所属的一个镇。其下辖有1个居民点，行政中心为沃洛达尔斯基。据2015年统计，该镇的人口为10139人。